# Telegdi-Roth Károly

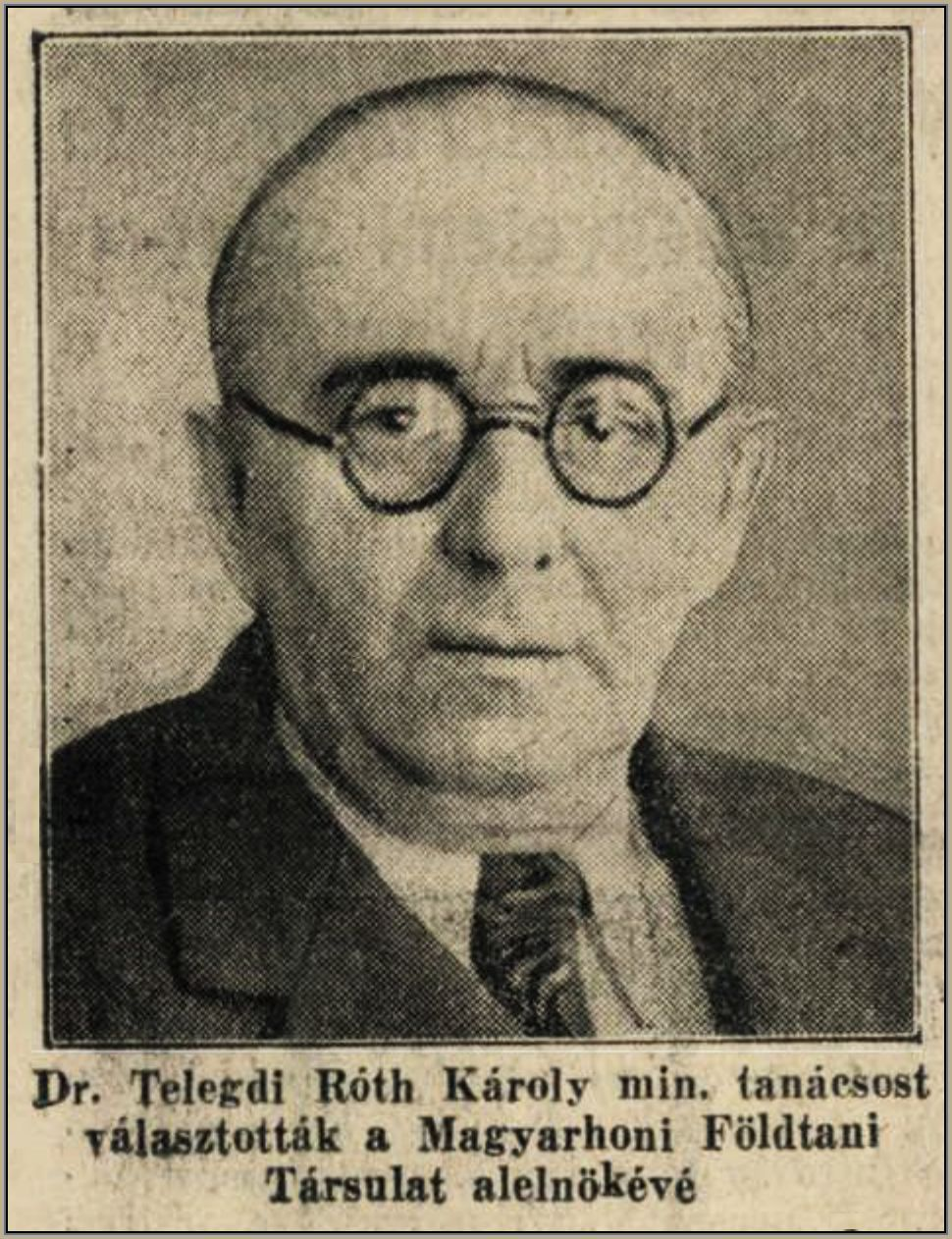
Telegdi-Roth Károly. Nemzeti Újság, 1939. április 26

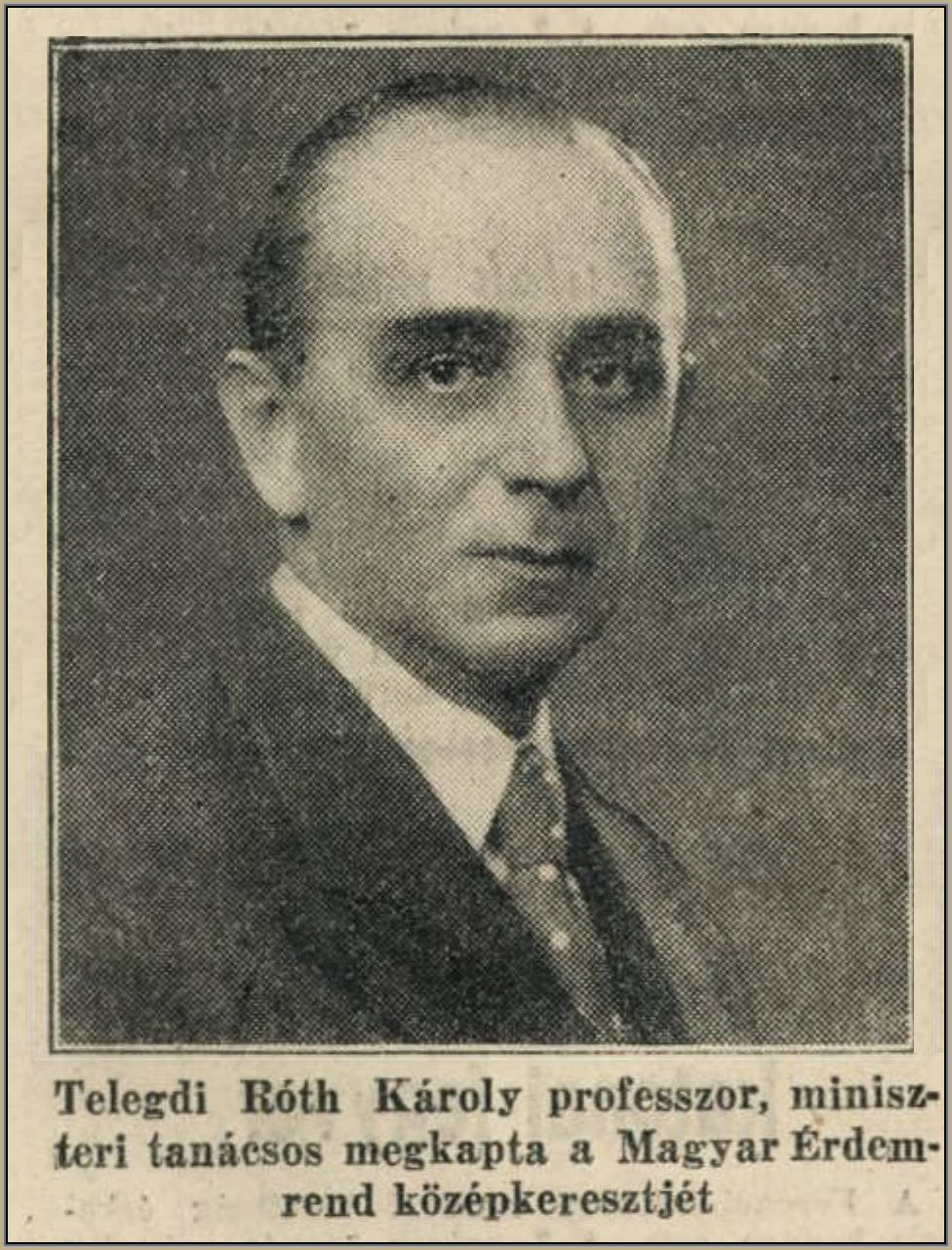
Telegdi-Roth Károly Nemzeti Ujság, 1940. február 23.

Telegdi-Roth Károly vagy Telegdi Roth Károly (született Róth Károly Ágoston) (Budapest, 1886. november 14. – Budapest, 1955. szeptember 28.)  magyar geológus, paleontológus, egyetemi tanár, a Magyar Tudományos Akadémia levelező tagja.

## Élete és munkássága
Róth Lajos és Piller Márta fiaként született. Budapesten végezte el egyetemi tanulmányait, majd a Műegyetem ásványföldtani intézetének tanársegédjeként dolgozott Schafarzik Ferenc mellett. 1909 és 1929 között a Földtani Intézetben volt geológus. 1926-tól a Debreceni Egyetem ásványföldtan szakos nyilvános rendes tanáraként dolgozott. 1936 és 1945 között az Iparügyi Minisztérium egyik vezetőjeként irányította a bányászati kutatási osztály tevékenységét. 1947-től egészen haláláig az Eötvös Loránd Tudományegyetemen az őslénytan tanáraként működött, miközben az Őslénytani Intézet vezetője is volt.
Jelentős kutatásokat végzett a kőszénföldtan területén, elsősorban az esztergomi, dorogi, tokodi és tatabányai szénmedence, valamint a komlói kőszéntelep 1946 és 1949 közötti geológiai feltárásában játszott jelentős szerepet. Fontos eredményeket ért el Magyarország kőolajtermelésének tudományos kutatásában és gyakorlati kivitelezésében, valamint a gyöngyösoroszi érckutatás korszerű felelevenítésében. A bauxit magyarországi feltárásában is szerepet vállalt: a gánti, az Alsópere-pusztai és a nyirádi bauxit felfedezése és a bányászat megindítása is az ő nevéhez fűződik.
1931-ben a Magyar Tudományos Akadémia levelező tagjává választották, azonban 1949-ben megfosztották tagságától. 1989-ben állították vissza tagságát. 1952-ben a föld- és ásványtudományok kandidátusa lett. Tagja volt az 1930-ban a Pénzügyminisztérium rendeletére alapított geológiai tanácsadó bizottságnak. A Magyarhoni Földtani Társulat tiszteleti tagja is volt, 1940 és 1941 között annak elnökeként dolgozott. 1954-ben a szervezet tiszteleti tagjává választották. Halálát agyéreltömődés okozta. Felesége Vass Ilona Rózsa volt, akivel 1946-ban kötött házasságot Budapesten.

## Főbb művei
- A Rézhegység északi oldala (a Földtani Intézet 1911. évi jelentése, Budapest, 1912)
- A Rézhegység északkeleti és déli oldala (a Földtani Intézet 1912. évi jelentése, Budapest, 1913)
- Felső-oligocén fauna Magyarországból (Eine  oberoligozäne Fauna aus Ungarn) (1914)
- Az esztergomvidéki szénterület bányaföldtani viszonyai (Rozlozsnik Pállal és Schréter Zoltánnal, Budapest, 1922)
- A Dunántúl bauxittelepei (Földtani Szemle, Budapest, 1923)
- Az Alpok szerkezete és keletkezése mai megvilágításban (Magyar Földrajzi Évkönyv, Budapest, 1927)
- Magyarország geológiája. I. rész (Pécs, 1929)
- Földgáz és petróleum Magyarországon (Földtani Értesítő, Budapest, 1937)
- A Kárpátok kialakulása (Földtani Értesítő, Budapest, 1938)
- Ősállattan (egyetemi tankönyv, Budapest, 1953)

## Róla elnevezett taxonok
- Aegoceras (Amblycoceras) telegdirothi Kovács, 1931. Kora jura ammonitesz
- Galaticeras telegdirothi (Kovács, 1934). Kora jura ammonitesz
- Riccardiceras telegdirothi (Géczy, 1967). Középső jura ammonitesz
- Salgirella (?) telegdirothi (Ormós, 1937). Kora jura brachiopoda
- Harpactocarcinus telegdirothi Tomor-Thirring, 1934. Eocén rák
- Aequipecten telegdirothi (Csepreghy-Meznerics, 1960). Oligocén kagyló
- Thracia telegdirothi Noszky, 1939. Oligocén kagyló
- Ampullina (Globularia) telegdirothi Gábor, 1936. Oligocén csiga
- Turricula telegdirothi (Noszky, 1936). Oligocén csiga
- Mitromorpha (Antimitra) telegdirothi Báldi, 1966. Oligocén csiga
- Terebra telegdi Finlay, 1927. Oligocén nyilascsiga. Helyettesítő név a Terebra simplex Telegdi Roth, 1914 helyett, mely a Terebra simplex Tenison-Woods, 1876 elsődleges homonimája.
- Actumnus telegdii (Müller, 1974). Miocén rák
- Pisidium telegdirothi Bartha, 1956. Pannon kagyló